# Topiramat
El topiramat és un medicament utilitzat per tractar l'epilèpsia i prevenir les migranyes. També s'utilitza en la dependència de l'alcohol i el tremolor essencial. Per a l'epilèpsia, això inclou el tractament per a l'epilèpsia generalitzada o la focal. Es pren via oral.
Els efectes secundaris habituals inclouen formigueig, sensació de cansament, pèrdua de gana, dolor abdominal, pèrdua de pes i disminució de la funció cognitiva, com ara problemes de concentració. Els efectes secundaris greus poden incloure suïcidi, augment dels nivells d'amoníac que resulta en encefalopatia i càlculs renals. El topiramat pot causar defectes de naixement, com ara el llavi leporí i el paladar fes. El risc/benefici s'ha de discutir acuradament amb l'equip de tractament complet. El topiramat es considera "probablement compatible" amb la lactància i no està contraindicat en la lactància materna, tot i que es pot considerar la monitorització del nadó per diarrea o augment de pes pobre. El mecanisme d'acció no és clar.
El topiramat es va aprovar per a ús mèdic als Estats Units el 1996. A Espanya està disponible com a EFG, Acomicil i Topamax.